# Artashavan
Artashavan (en arménien Արտաշավան ; anciennement Ilanchalan) est une communauté rurale du marz d'Aragatsotn, en Arménie. Comprenant également les localités de Lusaghbyur et Nigatun, elle compte 693 habitants en 2009.